# Black Jack (film, 1950)
Pour les articles homonymes, voir Blackjack.
Pour plus de détails, voir Fiche technique et Distribution.
Black Jack est un film franco-hispano-britannique coréalisé par Julien Duvivier et José Antonio Nieves Conde et sorti en 1950.

## Synopsis
Sous son apparence de distingué yachtman, Mike Alexander se livre à de multiples trafics avec l’objectif d’amasser une fortune lui permettant de vivre ensuite aisément le restant de ses jours. Ses rêves vont être compromis lorsque, au cours d’une de ses expéditions, il provoque accidentellement le naufrage d’un navire et la noyade de ses passagers.

## Fiche technique
- Titre d'origine : Black Jack (titre alternatif anglophone : Captain Blackjack)
- Titre alternatif francophone : Jack le Noir ou Le Dernier Témoin[1]
- Titre alternatif hispanophone : Jack el negro
- Réalisation : Julien Duvivier, José Antonio Nieves Conde
- Scénario : Julien Duvivier, Charles Spaak d’après une histoire de Julien Duvivier, Roland Pertwee et Charles Spaak
- Dialogues : Michael Pertwee, Robert Gaillard, José Antonio Nieves Conde
- Photographie : André Thomas
- Montage : Marthe Poncin, Margarita de Ochoa
- Décors : Siegfried Burmann
- Costumes : Germaine Lecomte, Madeleine Cornejo
- Pays d'origine :  Espagne,  France,  Royaume-Uni
- Tournage : 
  - Langue : anglais
  - Prises de vues : début septembre 1949 en Espagne
- Producteurs : Alexander Salkind, Julio López Canedo, Álmos Mező[2]
- Sociétés de production : Alsa-Jungla Films, Jungla Films
- Sociétés de distribution : Les Films Marceau, Cocinor
- Format : noir et blanc — 35 mm — 1.37:1 — monophonique
- Genre : film d'aventures, drame
- Durée : 108 minutes
- Date de sortie :
  - Royaume-Uni : 1950
- Mention CNC : tous publics (visa d'exploitation no 9236 délivré le 22 décembre 1950)

## Distribution
- George Sanders : Mike Alexander
- Herbert Marshall : le docteur James Curtis
- Patricia Roc : Ingrid Dekker
- Agnes Moorehead : Emily Birk
- Marcel Dalio : le capitaine Nikarescu
- Howard Vernon : le commandant du Schooner
- Denis Wyndham : Fernando Barrio
- José Nieto : l'inspecteur Carnero
- José Maria Lado : Barrio
- Rafael Bardem : Diego

## Autour du film
- Au générique, l’actrice américaine Agnes Moorehead, la future Endora, mère-sorcière casse-pieds de la série télévisée Ma sorcière bien-aimée.
- George Sanders évoque le tournage — particulièrement fastidieux — du film, dans son livre de souvenirs intitulé Mémoires d'une fripouille[3].